# Leben des Galilei
Bertolt Brecht verfasste das Theaterstück Leben des Galilei, das er selbst meist als episches Stück und nicht als Drama bezeichnete, 1939 im dänischen Exil. Am 9. September 1943 wurde es unter der Regie von Leonard Steckel am Schauspielhaus Zürich uraufgeführt. Die Musik schrieb Hanns Eisler. Diese Fassung wird als Urfassung bezeichnet und enthält 13 Szenen, später wurde noch eine 14. Szene hinzugefügt.
Brecht fertigte zwischen 1944 und 1947 im amerikanischen Santa Monica mit dem Schauspieler Charles Laughton eine zweite, englischsprachige Fassung an. Dabei stellte er die Verantwortung der Wissenschaft in den Vordergrund, indem er das vorletzte Bild des Stückes, vor dem Hintergrund der Atombombenabwürfe auf Hiroshima und Nagasaki, veränderte. Während es ihm in der ursprünglichen Fassung vor allem um die Darstellung des Umgangs mit der Macht (der Kirche) ging, rückte er in dieser Fassung die Frage nach dem Wert und der Verwertbarkeit von Wissen sowie die politischen und gesellschaftlichen Bedingungen von Wissenschaft als zentralen Aspekt des Stückes in den Vordergrund.

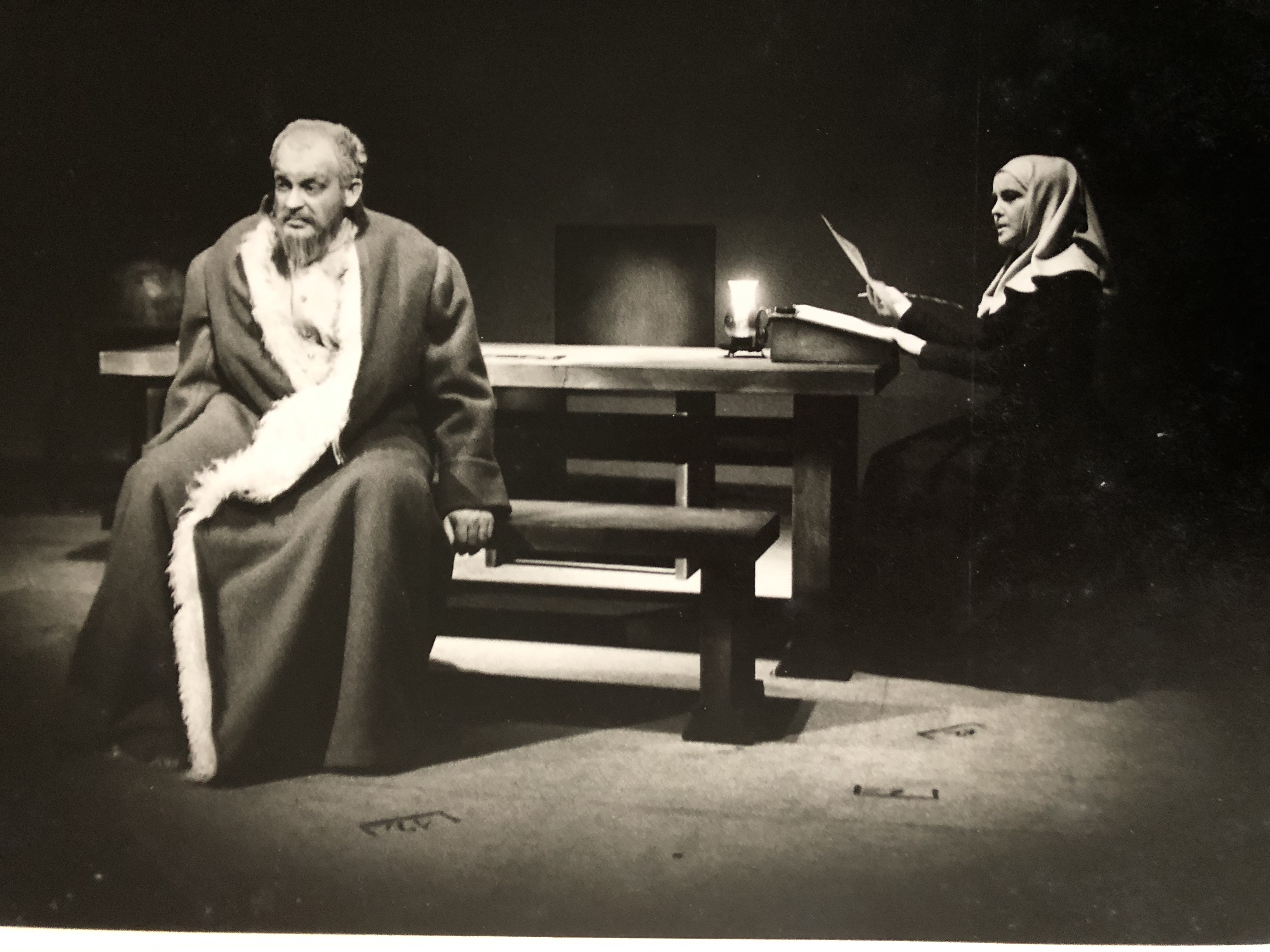
Szenenbild, 1943,
Foto: Fred Erismann

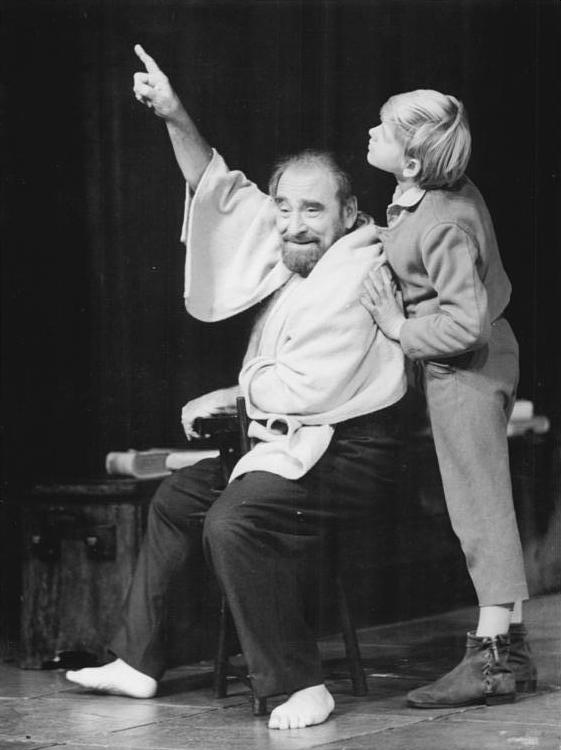
Szenenbild Wolfgang Heinz als Galilei mit Andrea 1971 am Berliner Ensemble

Die 3. Fassung entstand 1955/56 in Berlin. Die Forschung erkennt drei verschiedene Texte als Berliner Fassung an. Zwischen diesen bestehen jedoch nur leichte Unterschiede. Die Berliner Fassung hat 15 Szenen und zeigt denselben Umfang wie die dänische Fassung. Im Vergleich zu dieser Urfassung weist die Berliner Fassung jedoch größere Unterschiede auf als zur amerikanischen Fassung, da Brecht viele thematische und szenische Veränderungen aus der amerikanischen Fassung in die Berliner übernahm. Auf der anderen Seite machte Brecht zahlreiche Streichungen aus der 2. Fassung wieder rückgängig. So werden u. a. die Pest- und die Schlussszene sowie die Figuren der Dogen, Mucius und Cosmos wieder eingeführt, ebenso wie der Eisengießer Matti, welcher sich aber jetzt  Vanni nennt. Des Weiteren werden an einigen Stellen die Handlungsmotive verändert, so will Galilei seine Forschungen in der Landessprache veröffentlichen, statt in Latein, da er sich dadurch eine revolutionäre Reaktion erhofft. Auch hat Galilei selbst Vorkehrungen für seine Flucht vor der Inquisition getroffen und kann so das Angebot des Eisengießers ablehnen. Hinzu kommt, dass auch die negativen Tendenzen aus der amerikanischen Fassung verstärkt werden, z. B. Galileis Genusssucht, seine Rücksichtslosigkeit und seine Unterwürfigkeit, wie auch sein Interesse an der Physik und Technik. Vor allem wird der Gegensatz in den Wissenschaftsauffassungen verdeutlicht. Eine erste Aufführung fand im Kölner Schauspielhaus im April 1955 statt, die von Brecht angestrebte Aufführung des Berliner Ensembles folgte erst im Januar 1957.

## Inhalt

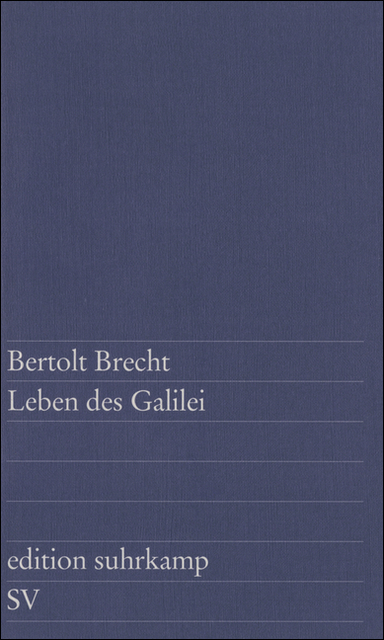
Das Leben des Galilei in der Ausgabe der edition suhrkamp.

Das Stück spielt im Italien des 17. Jahrhunderts, in einer Epoche des Umbruchs und der Erneuerung, und erstreckt sich über einen Zeitraum von 28 Jahren.
Der geniale Physiker Galileo Galilei, notorisch unter Geldmangel leidend, verbessert ein in Holland konstruiertes Fernrohr, gibt es als seine eigene Erfindung aus und lässt sich dafür von der Stadt Padua mit 500 Scudi Gehaltsaufbesserung pro Monat belohnen. Er belegt mit Hilfe seines Teleskops das heliozentrische kopernikanische Weltbild und widerlegt die Vorstellung des alten geozentrischen Weltbildes nach Ptolemäus, dass die Erde der Mittelpunkt des Universums sei.
Dies führt zum Konflikt mit der katholischen Kirche, die ihm die Verbreitung seiner Lehren untersagt, denn der Umsturz des alten Weltbilds löst bei den Mächtigen in Kirche und Politik die Besorgnis aus, dass damit möglicherweise auch ein gesellschaftlicher Umsturz eingeleitet werden könne. Nach einer innerkirchlichen Kontroverse wird Galilei schließlich verhaftet, und es wird von ihm verlangt, dass er seine neue Lehre widerruft. Entgegen den Erwartungen seiner Freunde und Mitarbeiter tut er dies auch, als die Inquisition ihm Folter androht. Aufgrund seiner langen Beobachtung der Sonne fast völlig erblindet, zieht sich Galilei in den folgenden Jahren in ein Landhaus zurück, das er nicht mehr verlassen darf und das von der Kirche streng bewacht wird. Als ihn sein ehemaliger Schüler Andrea Sarti besuchen kommt, eröffnet ihm Galilei, dass er ein Exemplar seiner verbotenen Schrift, die Discorsi, außer Landes schmuggeln lassen, aber keine Verantwortung dafür übernehmen wolle. Andrea ist darüber hocherfreut, erklärt sich bereit, die Papiere über die Grenze zu schaffen, und vermutet hinter Galileis Absicht dessen Plan, die alten Studien erneut aufgreifen zu wollen. Doch Galilei muss ihn enttäuschen: Er bezichtigt, da er seine Lehre aus Angst vor körperlichem Schmerz widerrufen habe, sich selbst des Verrats an der Wissenschaft.

## Charakterisierung Galileis

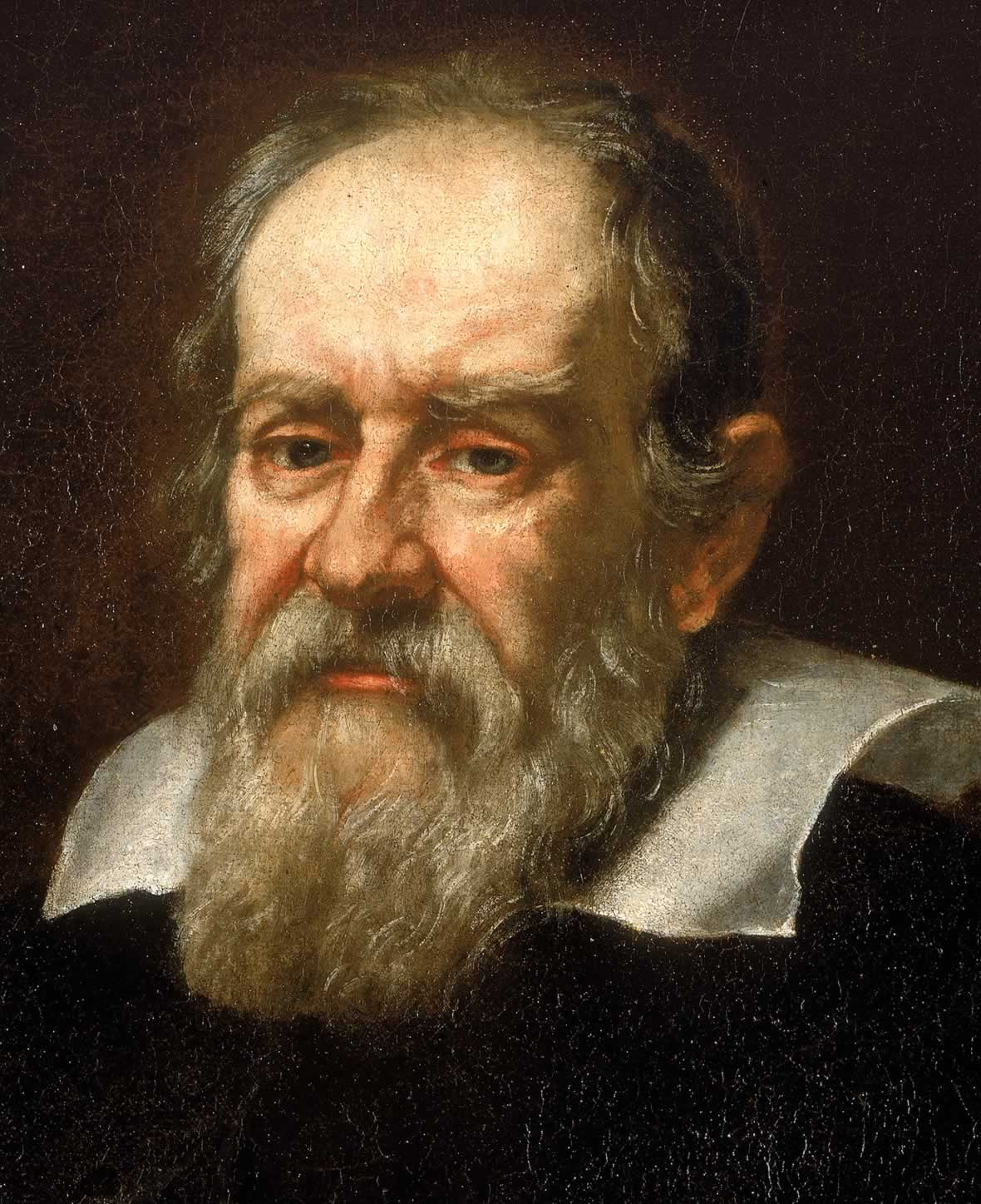
Galileo Galilei

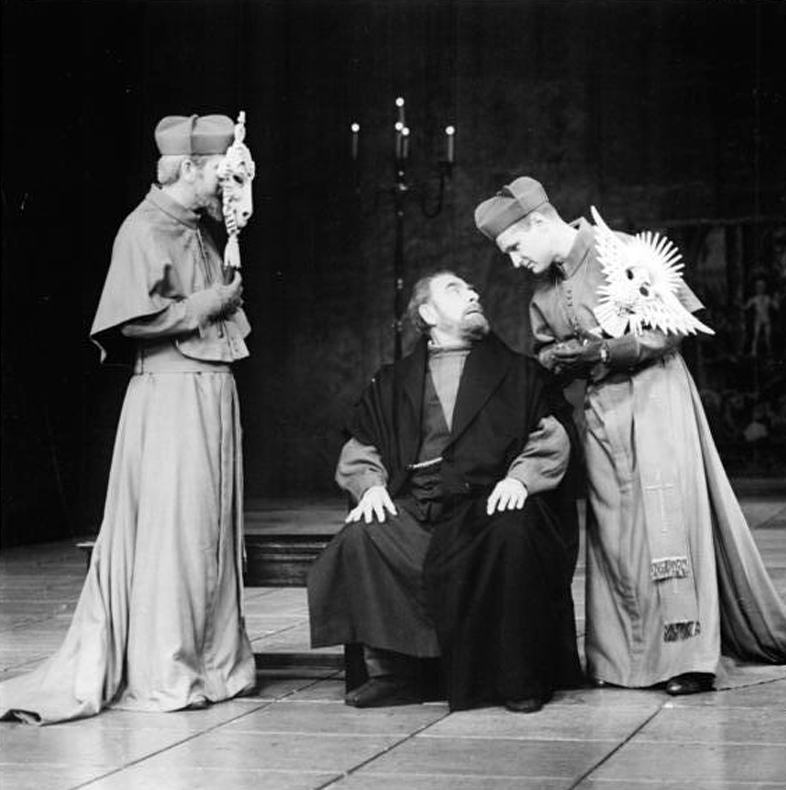
Wolfgang Heinz als Galilei 1971 am Berliner Ensemble

Galilei, zu Beginn des Dramas 46 Jahre alt, lebt mit seiner Tochter Virginia, seiner Haushälterin Frau Sarti und deren Sohn Andrea Sarti in Padua. Seinen Lebensunterhalt verdient er als Mathematiklehrer, und durch nützliche Erfindungen, zum Beispiel einer Wasserpumpe und eines Fernrohres, das er kopiert und verbessert. Dennoch leidet er unter notorischem Geldmangel, sodass er auf Druck seiner Haushälterin Privatschüler annehmen muss – allerdings widerwillig, weil er dadurch Zeit für seine Forschungen verliert. Besonders deutlich wird dies, als der reiche Ludovico auf Wunsch seiner Mutter um Unterricht bittet: Weil Ludovico sich eher für Pferde als für die Wissenschaft interessiert, verlangt Galilei von ihm ein Honorar von fünfzehn statt der üblichen zehn Skudi pro Monat (1. Bild).
Über Galileis Aussehen erfährt man nicht viel. Angesichts der Tatsache, dass er gerne und viel isst, kann aber vermutet werden, dass er nicht gerade schmächtig ist. Sein Lebensstil als Genießer ist nicht billig und trägt ebenfalls zu seiner Geldnot bei, die selbst durch sein mittlerweile gewachsenes, hohes Ansehen in aller Welt – man kennt seinen Namen sogar in Nordeuropa – nicht beseitigt werden kann.
Galilei forscht hauptsächlich im Bereich der Physik und der Astronomie. Mit seinem neuen Fernrohr schafft er es anhand von Beobachtungen des Mondes und der Jupitermonde, das zeitgenössische Weltbild zu revolutionieren. Er beweist, dass nicht die Erde, sondern die Sonne der Mittelpunkt des Universums ist, und widerspricht damit dem von der Kirche vertretenen Standpunkt. Auf den daraus entstehenden Konflikt mit der Kirche reagiert Galilei empört. Obwohl der päpstliche Astronom in Rom zunächst Galileis Entdeckungen bestätigt, werden seine Schriften auf den Index gesetzt. Erst als nach acht Jahren ein wissenschaftsfreundlicher Papst den Thron besteigt, nimmt Galilei seine Forschungen wieder auf und veröffentlicht seine Ergebnisse zum Ärger des Inquisitors auf Italienisch, dem „Idiom der Fischweiber und Wollhändler“, statt auf Latein.
Jedoch widerruft Galileo, bedroht von der Folter der Inquisition, schließlich seine Erkenntnisse, forscht aber unter Hausarrest heimlich weiter. Während die Pest in Florenz wütet, denkt er nicht an seine Gesundheit und bleibt dort, um weiter mit seinen Instrumenten zu experimentieren (5. Bild). Dennoch fürchtet er sich beim Anblick der Folterinstrumente der Inquisition und gibt dem Verlangen der Kirche nach. Später wiederum riskiert er sein Augenlicht, als er rücksichtslos weiter die Sonne erforscht, und am Ende setzt er sogar sein Leben aufs Spiel, als er eine eigenhändige Abschrift seiner „Discorsi“ anfertigt, obwohl er unter Bewachung der Inquisition steht. Allerdings darf seine fromme Tochter Virginia nichts davon wissen, da sie um das Seelenheil ihres Vaters fürchtet und ihn an die Kirche verraten könnte, auch wenn sie ihn damit ans Messer liefern würde.
Beständig verfolgt Galilei sein Ziel, seine Forschung und die darin liegende Wahrheit der Welt zu offenbaren. Dabei nimmt er wenig Rücksicht auf wirtschaftliche oder gesellschaftspolitische Bedingungen. In seinem wissenschaftlichen Eifer glaubt er unerschütterlich, ja bisweilen naiv, an den Sieg der Vernunft. Auf die Nachricht hin, dass der Mathematiker Barberini Papst wird, beginnt er, seine Forschungsergebnisse dem ganzen Volk in der Landessprache zu verkünden: „Barberini im Aufstieg! Das Wissen wird eine Leidenschaft sein und die Forschung eine Wollust.“ (9. Bild). Bis zum Ende gibt Galilei die Hoffnung und seinen Glauben an die Vernunft der Menschen nicht auf. So schafft er es, seinem Schüler Andrea die „Discorsi“ mitzugeben, ohne dass es jemand bemerkt. Aber als er selbst in Gefahr ist und ihm geraten wird zu fliehen (11. Bild), schätzt er seine Situation falsch ein und gerät wieder in die Fänge der Inquisition. So genau er also im Bereich der Wissenschaften ist und so misstrauisch er dort agiert, so fehleinschätzend ist er in politischen Dingen. Symbolisches Indiz dafür ist, dass im Verlauf des Stückes Galilei immer mehr erblindet – aber die Zusammenhänge in der Welt wesentlich besser erkennt.
Galileis Beziehung zu anderen Menschen ist sehr unterschiedlich. Während er Andrea, den Sohn seiner Haushälterin, fast wie ein Vater umsorgt und erzieht, scheint er sich um seine eigene Tochter recht wenig zu kümmern. Denn Andrea zeigt Interesse an der Wissenschaft, während Virginia sich eher für Kirche und Haushalt interessiert und von ihrem Vater deswegen gering geschätzt wird (3. Bild).
Galileis Vorstellung vom Wissenschaftler beschränkt sich nicht allein auf die Forschung, sondern auch auf deren Ursprung und Nutzen. Mit seinen wissenschaftlichen Kollegen kooperiert er, solange sie bereit sind, nur der Wissenschaft zu dienen. Diejenigen aber, die die Wahrheit zum Wohl der Kirche verschweigen, sind in seinen Augen „Verbrecher“, wie an seinem Zusammentreffen mit dem kleinen Mönch Fulganzio (8. Bild) und mit dem Gelehrten Mucius (9. Bild) deutlich wird. Wer aber seine Begeisterung für die Forschung teilt, dem begegnet Galilei vorurteilsfrei. Sein Linsenschleifer Federzoni zum Beispiel ist für ihn kein schlechterer Wissenschaftler, nur weil er des Lateins nicht mächtig ist. Dieselbe Vorurteilsfreiheit zeigt sich auch darin, dass er Andrea, den Sohn seiner Wirtschafterin, schon im Alter von zehn Jahren ermuntert und für würdig befindet, die große Physik zu verstehen. Galilei macht sich damit zum Anwalt des kleinen Mannes, der nicht die Interessen der Obrigkeit vertritt, sondern sich aktiv für das Volk einsetzt. Er revolutioniert die Wissenschaft, indem er auf die unverständliche lateinische Fachsprache verzichtet und seine Forschungen jedermann zugänglich macht.
Im 14. Bild des Stückes wird klar, dass Galilei die einzigartige weltgeschichtliche Chance für die Naturwissenschaft verpasst hat, ein Gelöbnis abzulegen, das sie dazu verpflichtet, nur dem Wohle der Menschheit zu dienen. Sein großer Bekanntheitsgrad und die Tatsache, dass er mit dem Papst ursprünglich befreundet und dieser ebenfalls Naturwissenschaftler war, hätte ein solches Gelöbnis, das bis heute nicht existiert, damals vielleicht ermöglicht. Stattdessen bekennt sich Galilei am Schluss zu seinen menschlichen Schwächen, seiner Angst vor „dem körperlichen Schmerz“, der Folter, und seiner Vorliebe für „weltliche Genüsse“. Es ist kein Zufall, dass seine letzten Sätze dem Essen gelten: „Ich muß jetzt essen. Ich esse immer noch gern.“

## Die Bedeutung von Ort und Handlung
Zu Beginn der Handlung befindet sich Galilei in der Republik Venedig, genauer in Padua, in der er frei und ohne Angst vor der Inquisition seinen wissenschaftlichen Forschungen auf neuem Terrain nachgeht. Er arbeitet hier mit dem Staat zusammen, um eine Gehaltserhöhung zu erreichen. Das uneingeschränkte wissenschaftliche Arbeiten Galileis in der Republik Venedig ist besonders durch die geographische und wirtschaftliche Lage zu begründen. Venedig ist zu Galileis Zeiten eine freie Handelsstadt, die von der Bürgerschaft regiert wird. Dieser Liberalismus ermöglicht Galilei uneingeschränktes Forschen – allerdings nur im Prinzip: In Venedig ist Galilei zwar wissenschaftlich frei, jedoch finanziell von dem knausrigen Stadtstaat abhängig.
Im Gegensatz dazu herrschen in der Medici-Feudalstadt Florenz der Adel und der hohe Klerus. Hier muss die Wissenschaft dem Ruhm und der Machtausweitung des Hofs dienen und ist somit in ihren Inhalten von dessen Interessen abhängig. Die Wissenschaft ist in Florenz der dort herrschenden Ideologie unterworfen, wird jedoch finanziell großzügig unterstützt. Galilei wollte sich mit dem Umzug an den Florentiner Hof diese Großzügigkeit zunutze machen, büßte jedoch seine wissenschaftliche Freiheit ein.

## Figurenkonstellation
Brecht setzte als Repräsentanten der neuen Zeit vielfach Bürger und Kaufleute, für die alte Zeit Großgrundbesitzer und Kirchenvertreter ein.
Großgrundbesitzer und Kirchenvertreter waren seinerzeit einflussreich und wohlhabend und hatten dementsprechend nicht das Bedürfnis nach Veränderung, sondern hielten lieber an Altem fest. Zudem bezogen sich die Kirchenvertreter auf Auslegungen der Bibel und alte Schriften und waren somit nicht offen für Neues. Den Kaufleuten und Bürgern ging es dagegen schlechter, insofern war ihr Verlangen nach Veränderung groß.
Brecht setzte mit seiner Figurenkonstellation ein Zeichen dafür, dass zu beschriebener Zeit eine gesellschaftliche Neuordnung absolut notwendig war. Die einfachen Leute, wie die Bürger und Kaufleute, die jahrelang unter der Herrschaft des Adels und des Klerus gelitten haben, drängen mit den neuen Erkenntnissen und Vorstellungen von der Weltordnung an die Spitze und gefährden somit die politische und gesellschaftliche Stellung des Hofs und vor allem der Kirche. Durch das Anbrechen einer neuen Zeit, in der die Menschen anfangen vernünftig zu denken, ist die seit Jahrhunderten gefestigte Position der Kirche ins Wanken geraten.
Diesen Effekt des menschlichen Überdenkens und der menschlichen Vernunft will Brecht mit seinem epischen Theater erreichen, sodass selbst über Jahre gefestigte Strukturen und Paradigmen nicht als selbstverständlich, sondern veränderbar zu verstehen sind.

## Bild 1: Zeitenwende / Figurenkonzeption Galileis (Exposition)

### Bilder aus der Seefahrt
Galileo Galilei verwendet häufig Bilder aus dem Bereich der Seefahrt. Er nutzt diese zum einen als anschauliche Beispiele, zum anderen verweist er damit auf den Beginn des Zeitalters der großen Entdeckungen im 15. Jahrhundert, wie die Entdeckung Amerikas durch Christoph Columbus im Jahre 1492, oder das Finden des Seewegs nach Afrika und Indien.
Im 17. Jahrhundert stehen große Entdeckungen in den Bereichen Astronomie und Naturwissenschaften allgemein an. Im 17. Jahrhundert bis hinein ins 18. Jahrhundert bleibt die Wissenschaft Materie kleiner elitärer Gruppen und ist in der Regel von geringem öffentlichen Interesse. Erst später nimmt auch die Anteilnahme in diesem Gebiet zu.
Galilei führt im ersten Bild den Vergleich an, dass die Schiffe früher lediglich entlang der Küsten „krochen“, aus Angst, mitten im Ozean hinabzustürzen, und plötzlich mit neuem Mut und wissenschaftlicher Erkenntnis über alle Meere ausliefen. Dies wird auf die Gesellschaftssituation, der auch ein Umbruch bevorsteht, sobald neue Ufer entdeckt werden, übertragen.

### Wie wird Galilei dem Zuschauer im ersten Bild vorgestellt?
Galilei befindet sich in einem Zimmer und ist gerade mit seiner Morgentoilette beschäftigt. Er erscheint gut gelaunt trotz seiner Geldsorgen, wie der Zuschauer unmittelbar darauf erfährt.
Gleich zu Beginn tritt seine Kompetenz als Lehrer zum Vorschein, als er seinem zehnjährigen Schüler Andrea sehr anschaulich das kopernikanische Weltbild zu erklären versucht. Er erscheint kritisch gegenüber überkommenen Wahrheiten und gegenüber dem Glauben, experimentierfreudig und aufgeschlossen. Geradezu euphorisch und voller Optimismus blickt er dem neuen Zeitalter entgegen. Seine eigene Überzeugung lässt ihn nicht daran zweifeln, dass sich auch die restliche Gesellschaft so schnell von den neuen wissenschaftlichen Erkenntnissen beeinflussen lässt. In dieser Hinsicht erscheint er geradezu naiv.
Seine zum Teil sehr einfache Sprechweise („Ihr verbindet dem Ochsen, der da drischt, das Maul“ – Bezug auf die Bibel, S. 20 ) und seine Weigerung, Latein zu sprechen, zeugen davon, dass er nicht abgehoben ist und sich dem normalen Bürger, entgegen den Aristokraten, verständlich ausdrücken will.

## Bild 4: Galileis vergeblicher Versuch, die Gelehrten zu überzeugen
Galileis Überzeugungsarbeit scheitert an den zu großen Unterschieden zwischen ihm und den Gelehrten. Zum einen wollen die Gelehrten mit Galilei disputieren, wohingegen Galilei sie mit der Empirie überzeugen will. Sie sind jedoch nicht bereit, sich darauf einzulassen. Sie weigern sich, beispielsweise, durch das Fernrohr zu schauen und sich selbst zu überzeugen, wie Andrea das als Schüler Galileis tut. Ein weiterer entscheidender Punkt für das Scheitern ist die unterschiedliche Sprache. So verwenden die Gelehrten die lateinische Sprache, Galilei hingegen bedient sich der einfachen Volkssprache und bittet die Gelehrten sogar darum, diese ebenfalls zu verwenden, um auch dem Linsenschleifer Federzoni, der keine Lateinkenntnisse besitzt, das Verstehen zu ermöglichen. Der Hauptgrund des Scheiterns liegt jedoch an deren unterschiedlichem Weltverständnis. So stützen sich die Gelehrten auf das Zeugnis der Antike, der Kirchenväter und schenken alten Lehren wie der des Aristoteles mehr Glauben. Galilei hingegen verlässt sich auf seine eigenen fünf Sinne und zweifelt die bestehenden Theorien an, sofern sie nicht mit seinen Beobachtungen und darauf aufbauenden Berechnung in Einklang zu bringen sind.

### Die Argumentationsstruktur
Die Gelehrten argumentieren, dass nach Ansicht der Antike und der Kirchenväter das Existieren solcher Sterne nicht möglich sei. Des Weiteren wenden sie ein, dass angesichts der Harmonie des alten Weltbildes diese Sterne nicht „notwendig“ seien. Vor allem aber stellen sie die Verlässlichkeit des Fernrohres in Frage und werfen Galilei Betrug vor. Nach Ansicht der Philosophen können Aristoteles’ Lehren nicht falsch sein, da selbst die hohen Kirchenväter diese anerkannten.
Galilei hingegen versucht, das Ptolemäische System zu widerlegen, indem er auf die Schwierigkeiten bei der Berechnung der Gestirnbewegungen hinweist, wie zum Beispiel, dass Diskrepanzen zwischen errechnetem und tatsächlichem Standort der Gestirne auftreten oder dass unerklärbare Bewegungen vonstattengehen. Als Beweis dafür, dass die Jupitermonde tatsächlich existieren, wirft er einen Blick durch das Fernrohr. Er argumentiert, dass das, was man mit eigenen Augen sehe, die Wahrheit sei. Zuletzt bedient er sich anschaulicher Beispiele aus dem Alltag.

### Bewertung der Argumentationsweisen
Die Gelehrten versuchen, durch lateinische Ausdrücke ihren Argumenten „mehr Glanz“ zu verleihen, was deutlich zum Ausdruck bringt, dass diese sonst wenig überzeugend wirken. Mit dem Verweis auf die Bestätigung alter Theorien durch hohe Institutionen ist das Gegenüber gezwungen, sich, um dieses Argument zu entkräften, auf eine höhere Stufe zu stellen. Durch das Zweifeln an der Richtigkeit des Fernrohrs bringen sie Galilei sehr in Verlegenheit, dem die Gegenbeweisführung nicht ohne Weiteres gelingt.
Galilei hingegen argumentiert sehr anschaulich und so, dass es im Grunde genommen logisch und für jedes Kind leicht nachvollziehbar wäre. Er geht jedoch keineswegs auf die Gelehrten ein oder versucht, sich ihnen auf ihre Weise verständlich zu machen, weshalb er mit seiner Argumentationsweise letzten Endes zwangsläufig scheitert, zumal diese überhaupt nicht durch sein Fernrohr schauen. Schließlich wird der Disput aus Zeitnot abgebrochen und der Konflikt wird nicht aufgelöst.

## Bild 6: Verknüpfung von astronomischem Weltbild und Gesellschaft / Menschenbild
Die Vertreter der alten Lehre nehmen sich besonders wichtig, da sie der Auffassung sind, sie seien Gottes höchste und geschätzteste Geschöpfe. Somit empfinden sie das heliozentrische Weltbild als eine Kränkung und Herabwürdigung ihrer selbst. Mit der Anerkennung des heliozentrischen Weltbildes hätten sie sich einen niedrigeren Rang zusprechen müssen, was ihnen widerstrebt. Folglich treten sie in den Konflikt mit den Vertretern des neuen Weltbildes. Vor allem die Kirche setzt alles daran, die Durchsetzung des heliozentrischen Weltbildes zu verhindern, weil dieses auch deren Autorität und Bedeutsamkeit und letzten Endes ihre Macht in Frage stellte.

## Bild 7: Darstellung der Kirche als weltliche Obrigkeit
Im 7. Bild begleitet der Zuschauer Galilei bei einem Besuch im Kardinalspalast Bellarmins, wo gerade ein Ball im Gange ist. Die Ballgäste sind alle maskiert. Mit den Maskierungen der Anwesenden spielt Brecht auf Verschleierung und Heuchelei in den kirchlichen Reihen an.
Zwei geistliche Sekretäre spielen im Vestibül Schach und machen sich dabei Notizen über die Gäste. Die Kirche wird hier kontrollierend dargestellt, als Verletzung gegen das Recht auf Privatsphäre und Meinungsfreiheit. Galilei fragt die Sekretäre, warum sie noch immer das alte Schach spielen, bei denen man keine großen Sprünge machen könne. Er preist die neue Spielweise an, bei der man Raum hat und Pläne machen könne. Auf die Entgegnung des einen Sekretärs, große Sprünge entsprächen nicht ihren Gehältern, erwidert Galilei, dass die Kirche im Gegenteil den Verschwenderischen am meisten zahle („Wer auf großem Fuß lebt, dem bezahlen sie auch den größten Stiefel!“, S. 65). Brecht zeichnet hiermit eine Kirche, die unbeschwert und verantwortungslos mit ihrem Geld umgeht, das sie in Prunk und Bestechungsgelder anlegt. Die veraltete Spielweise und Galileis Hinweis „Man muss mit der Zeit gehen“ (S. 65), deutet auf Brechts Sicht der Kirche als rückständige Institution hin, die nicht bereit ist, ihre Prinzipien zu überdenken.
Die Kardinäle Bellarmin und Barberini werden mit Masken eines Lamms und einer Taube eingeführt. Das Lamm symbolisiert das Lamm Gottes, ein schutzbedürftiges und unschuldiges Geschöpf. Die Taube ist Symbol des Heiligen Geistes und des Friedens. Mit der Eigenheit, dass diese Eigenschaften nur als Maske existieren, spricht Brecht der Kirche diese ab. Unter der harmlosen Maske der Gottesfürchtigkeit und des Friedens versteckt die Kirche politische und finanzielle Interessen („Es ist meine Maske, die mir heute ein wenig Freiheit gestattet.“, S. 70).
In der weiteren Unterhaltung berichtet Barberini von den irdischen Genüssen Roms in Form „drei oder vier Damen von internationalem Ruf“ (S. 67). Brecht betont an dieser Stelle die Weltlich- und Lasterhaftigkeit der hohen römischen Kirchenfürsten.
Besonders in dem Zitatduell (S. 66 f.) zwischen Galilei und Barberini wird eine Grundhaltung Brechts ersichtlich. Die ursprünglich biblischen Zitate werden von den Debattierenden ad absurdum geführt, da sie politische bzw. wissenschaftliche und nicht religiöse Botschaften enthalten. Brecht will Galileis Kampf nicht als religiösen verstanden wissen, sondern vielmehr als einen gesellschaftspolitischen, zu dem sich der Zuschauer seine eigene Meinung bilden kann.

## Bild 11
In der elften Szene, die um 1633 spielt, wird der Forscher Galileo Galilei nach Rom beordert, wo ihn die Inquisition empfängt.
Galilei und seine Tochter Virginia warten im Haus des Medicis in Florenz, um zum Großherzog Cosmo vorgelassen zu werden. Er wollte diesem sein neuestes Buch vorbeibringen und bat daher um Audienz.
Kurz darauf kommt Herr Gaffone, der Direktor der Universität, die Treppe herunter und geht, sie ignorierend, an ihnen vorbei, obwohl der Direktor ein redseliger Mann ist und sich gerne mit Galilei in tiefgründige Gespräche verstrickte.
Als Nächstes tritt Vanni, der Eisengießer, für den Galilei eine Schmelzanlage entwickelte, in das Geschehen ein. Dieser versucht die Lage des Forschers deutlich zu machen und rät ihm, aufgrund der großen Gefahr, die ihn in Rom und Florenz erwartet, nach Venedig zu gehen. Zudem bietet Vanni ihm eine Fluchtmöglichkeit an, die auch für ihn eine große Gefahr bedeutet, doch Galilei lehnt ab. Als Galilei den Ernst der Lage begreift und fliehen will, ist es bereits zu spät. Er wird in einem Wagen nach Rom geschafft.
Diese Szene zeigt noch einmal deutlich das Machtspiel zwischen Kirchen, Fürsten und Geschäftswelt.
Die Kirchen fürchten um die Stellung des Glaubens und haben Angst vor dem Zweifel der Menschen, der die ganze biblische Geschichte widerlegen könnte. Sie versuchen alles, um diesen Zweifel zu beseitigen und ihre Position zu sichern. Die Fürsten, die natürlich teilweise abhängig von der kirchlichen Obrigkeit sind, versuchen diese so gut es geht zu unterstützen.
Die Geschäftswelt hingegen stellt sich auf die Seite des Wissenschaftlers, da dieser ihnen neue Technologie, Fortschritt und somit mehr Profit und Leistung gewährleisten kann.
Die hierfür stehenden Personen sind Cosmo und Vanni.
Cosmo ist ein Großherzog und somit vollkommen vom Papst abhängig. Daher versucht er in dessen Gunst zu steigen. Aber auch der Papst selber, dem Galileo vertraut und auf dessen Vernunft er plädiert, ist nur an der Frage der Macht und der Stellung der Kirche interessiert.
Vanni wiederum sieht, dass es Zeit für eine neue Ära ist und dass es sich nicht lohnt auf alten Glauben zu beharren. Er steht hierbei für die allgemeine Geschäftswelt.
Galileis Problem ist, dass er nicht Freund von Feind unterscheiden kann und erst zu spät bemerkt, was ihm droht. Er ist ein rational denkender Mensch und vergisst dabei, dass es um politische und wirtschaftliche Interessen bei dieser Auseinandersetzung geht.
Um diese verschiedenen Interessengemeinschaften darzustellen, verwendet Brecht immer nur einzelne Vertreter, die mit Galilei konfrontiert werden.
Herr Gaffone, der Direktor, zeigt die Macht, die die Kirche über das Volk besitzt und die Ehrfurcht, die das Volk vor der Kirche hat. Normalerweise unterhält er sich gerne mit einem Gelehrten wie Galilei, aber durch den Druck der Inquisition fürchtet er sich, offen mit Galilei in Kontakt zu treten.
Vanni hingegen versucht ihm zu helfen und behandelt den Forscher weiterhin mit Respekt und Hochachtung. Galilei weiß dies zu schätzen und doch sieht er nicht, dass der Eisengießer ihm helfen will.
Cosmo befasst sich nur soweit mit Galilei, wie es der Anstand verlangt. Er versucht jedoch nicht auf Galileis Forschungen einzugehen und weist dessen Buch, welches der eigentliche Grund für Galileis Besuch war, ab.
Der hohe Beamte und das Individuum, die ebenfalls in der Szene auftreten, stehen für die Inquisition und das Misstrauen der Kirche gegenüber Galilei.
Galilei hat aufgrund seines hohen Alters und der vielen Stunden vor dem Fernrohr sehr schwache Augen, somit muss Virginia diese Rolle des Sehers übernehmen.
Ihr Vater nimmt in dieser Szene mehr die Rolle eines Zuhörers ein, da er nur einen sehr geringen Redeanteil hat.

## Bild 12: Papst und Wissenschaftler
Im 12. Bild des Dramas findet ein Gespräch zwischen Papst Urban VIII., dem früheren Kardinal Barberini, und dem Inquisitor statt. Der Inquisitor versucht erfolgreich, mit einer langen, argumentativen Rede den Papst dazu zu bewegen, die Lehre Galileis zu verbieten.
Als Argument führt der Inquisitor die Benutzung der Volkssprache Galileis in seinen Aufzeichnungen an, wodurch er eine Gefahr für die Obrigkeit sieht. Hier lässt sich ein Bezug zur Stellung Brechts herstellen. Als Marxist ist er bestrebt, alle gesellschaftlichen Klassen aufzulösen und die Volkssprache steht in diesem Zusammenhang dafür, dass jede Gesellschaftsschicht seine Forschungen bzw. Ergebnisse verstehen kann.

### Die äußeren Gesprächsumstände
Das Gespräch findet im Gemach des Papstes im Vatikan statt, d. h., der Inquisitor geht mit seinem Anliegen zum Papst. Dieser wird während der Audienz angekleidet, was bedeutet, dass mindestens noch eine weitere Person im Raum anwesend ist. Von außen ist „das Geschlurfe vieler Füße“ (S. 105) zu hören („Dieses Geschlurfe macht mich nervös. Entschuldigen Sie, wenn ich immer horche.“, S. 107; „Dieses Getrampel in den Korridoren ist unerträglich.“, S. 108).
Der Aspekt, dass die Gesprächspartner nicht allein sind, lässt vermuten, dass der Papst nicht ohne Gedanken an seine Umgebung auf die Ausführungen des Inquisitors eingehen kann. Das zeitgleiche Ankleiden und die Unruhe im Umfeld lenken die Aufmerksamkeit des Papstes ab und tragen in diesem Zusammenhang auch zum vorzeitigen Einlenken des Papstes auf die Forderungen des Inquisitors bei.
Auffällig wird dies auch durch die Verteilung der Sprachanteile (anfänglich Papst: sehr wenig, Inquisitor: sehr viel; später andersherum) sowie die Regieanweisungen. Während der Papst, welcher eine Art Vermittlerrolle zwischen Galilei und dem Inquisitor verkörpert, zu Beginn als Mathematiker und „Freund“ Galileis dargestellt wird, befindet er sich am Ende der Konversation „in vollem Ornat“ (S. 108) und muss seiner Rolle als Papst nachgehen.

### Die Argumentationsebenen des Inquisitors
Um sein Ziel zu erreichen, packt der Inquisitor den Papst an seiner Eitelkeit, als er fertig angekleidet und in vollem Ornat vor ihm steht. Auf die Frage des Papstes, ob denn die ganze Welt käme, antwortet der Inquisitor „Nicht die ganze, aber ihr bester Teil.“ (S. 108).
Im Gespräch wird deutlich, dass der Inquisitor eine konservative Sicht der Welt hat. Er kritisiert, dass die Menschen anfangen zu zweifeln und nicht mehr vollständig auf Gott vertrauen. Außerdem spricht er auf den Krieg mit den Protestanten an, den sie durch Interventionen der Wissenschaftler drohen zu verlieren („[...] dass Sie mit dem lutherischen Schweden in geheimem Bündnis stehen, um den katholischen Kaiser zu schwächen“, S. 106). In der Argumentation des Inquisitors kommt das Ziel der konservativen Geistlichen besonders zum Ausdruck. Sie fordern die Glaubenseinheit durch geistige Gleichschaltung und Totalität.
Neben den religiösen und politischen Aspekten weist der Inquisitor auch auf die persönliche Bedrohung für den Papst hin. Er berichtet davon, dass die Menschen die Kirche nicht mehr brauchen, weil sie eine Art Ersatz gefunden haben, und sich somit schnell gegen die Kirche auflehnen könnten („Wenn das Weberschifflein von selber webte und der Zitherschlegel von selber spielte, dann brauchten allerdings die Meister keine Gesellen und die Herren keine Knechte.“, S. 107). Der Inquisitor behauptet, Galilei „verhetzt“ und „besticht“ (S. 107) die Menschen und gefährde somit die Kirche als geistliche Instanz. Er berichtet von Galileis Buch, in dem die Kirche als dumm dargestellt werde und erreicht in dessen Folge die Empörung des Papstes, der sein Vertrauen in diesen Mann ungerechtfertigt sieht.

### Die Rolle des Papstes
Der Papst befindet sich in diesem Bild in einer schwierigen Situation. Seine wissenschaftlichen Erfahrungen und seine Zugehörigkeit zu den Mathematikern bewirken zunächst eine gewisse Solidarität in seinem Festhalten an den Lehren des Galilei. Er vertraut anfänglich der Mathematik und weigert sich strikt, die Lehren Galileis zu verbieten („Ich lasse nicht die Rechentafel zerbrechen. Nein!“, S. 105). Doch schon in seiner ersten Entgegnung auf die Argumentation des Inquisitors zeigt er Unsicherheit, da er ausschließlich auf die Frage des Geschmacks in Galileis Verhalten („Das zeigt sehr schlechten Geschmack; das werde ich ihm sagen.“, S. 107) anstatt auf inhaltliche Punkte eingeht.
Sein Vertrauen zunächst in die Worte Galileis („Er hat sich daran gehalten.“, S. 108) und in direkter Folge sein Misstrauen gegenüber diesen und das Vertrauen in die Worte des Inquisitors zeugt von einer großen Beeinflussbarkeit des Papstes, eine Eigenschaft, die bereits durch sein geradezu kindliches Verhalten zu Beginn des Bildes („Nein! Nein! Nein!“, S. 105) angedeutet wird.
Der Papst ist in erster Linie an seinem weiteren Herrschaftsanspruch interessiert, da er sich erst nach der Erkenntnis der persönlichen Bedrohung, die von Galileis Schriften ausgeht, vom Inquisitor überzeugen lässt.
Der Kardinal und Mathematiker Barberini ist im Verlauf des Gesprächs Papst geworden, was auch während dieses Gespräches bildlich in Form des Ankleidens von Barberini zum Papst gezeigt wird, und beginnt nun als Konsequenz, auch als Papst zu denken und zu handeln. Er gibt der Argumentation des Inquisitors nach und lässt die Lehre Galileis verbieten.

### Die Rolle der Kirche
Die Kirche befindet sich in einem Dilemma, das in diesem Bild anhand des Beispiels der Sternkarten veranschaulicht wird. Auf der einen Seite will sie ihre Macht in der Welt erhalten und muss somit die neuen wissenschaftlichen Lehren verbieten, jedoch hat sie auf der anderen Seite materielle Interessen, die ihr gebieten, die neuen, wertvollen Sternkarten Galileis zu erlauben. Während sie die Seekarten anerkennt und akzeptiert, bestreitet sie paradoxerweise die Richtigkeit der Erkenntnisse, auf denen diese basieren („Man kann nicht die Lehre verdammen und die Sternkarten nehmen.“, S. 107).

## Bild 14: Widerruf und seine Konsequenzen

### Gesprächsanalyse
Nachdem Galilei in Bild 13 seine Lehren widerrufen hat, lebt er zusammen mit seiner Tochter Virginia und einem wachenden Mönch in einem Landhaus in der Nähe von Florenz als lebenslanger Gefangener der Inquisition, von 1633 bis 1642. Seit dem letzten Bild sind einige Jahre vergangen.
Andrea Sarti, der mittlerweile ein Mann in mittleren Jahren geworden ist und Galilei seit jenem verhängnisvollen Tag des Widerrufs nicht wieder gesehen hat („Du bist nie gekommen.“, S. 118), besucht Galilei in einem Landhaus.
Andrea, der sich nach dem Widerruf völlig von seinem Lehrer abgewendet hat („Er war sein Schüler. So ist er jetzt sein Feind.“, S. 118), befindet sich, wie er selber des Öfteren betont, auf der Durchreise nach Holland, wo er wissenschaftlich arbeiten will. Ihm wurde aufgetragen, über das Befinden Galileis zu berichten. Diese Tatsache lässt vermuten, dass Andrea nicht aus freien Stücken den Besuch bei Galilei antritt, sondern nur bemüht ist, seine Pflicht zu tun. Er stellt somit auch keine großen Erwartungen an das Gespräch oder den Gesprächsverlauf. Die Unterredung scheint ihm eher lästig und beschämend, da sich seine Haltung gegenüber dem Lehrer seit dem Widerruf von Bewunderung in Verachtung gewandelt hat („Weinschlauch, Schneckenfresser! Hast du deine geliebte Haut gerettet? Mir ist schlecht.“, S. 113). Er geht mit dem Vorsatz, seine Verachtung für Galilei und seine Niedrigschätzung für dessen einstiges Handeln unmissverständlich zu zeigen, in das Gespräch.
Galilei, von Alter und Krankheit gezeichnet, erhofft sich von Andreas Besuch einen Ausspruch und die Veröffentlichung seiner Werke. Da ihm selbst der Kontakt zur Öffentlichkeit verwehrt bleibt, bietet sich ihm durch Andrea eine Möglichkeit, erneut seine alten Lehren und erstmals seine neuen Erkenntnisse zu verbreiten. Seine Erwartungen an das Gespräch sind somit sehr hoch und das auch aus dem Grund, dass es sein erster Kontakt zu seinen früheren Freunden bedeutet.
Während des Dialogs zwischen Andrea und Galilei sind Virginia und der Mönch zu Beginn zugegen. Andrea beginnt mit der kühlen floskelhaften Frage nach dem Befinden, auf die Galilei nicht eingeht, sondern im Gegensatz sofort eine Gegenfrage zu Andreas wissenschaftlicher Arbeit stellt. Und auch Andrea beantwortet die Frage des Gesprächspartners nicht und kehrt wieder zurück zu seiner ursprünglichen Frage nach Galileis Empfinden, fügt nun aber noch hinzu, dass nicht er sich für die Antwort interessiere, sondern er nur den Auftrag habe, sich zu erkundigen. Mit dieser distanzierten Einleitung setzt Andrea klare Zeichen, wie er zu seinem ehemaligen Lehrer steht. Galilei beantwortet nun seine Frage und ergänzt die Botschaft, er empfinde tiefe Reue und widme sich wissenschaftlicher Studien unter geistlicher Kontrolle.
Andrea begegnet dieser Erzählung mit einigem Sarkasmus, mit welchem er die Zufriedenheit der Kirche mit Galilei seit dem Widerruf kritisiert („Auch wir hörten, dass die Kirche mit Ihnen zufrieden ist. Ihre völlige Unterwerfung hat gewirkt.“, S. 119). Er führt seine Rede direkt mit einem Vorwurf fort, indem er berichtet, die Wissenschaft stagniere seit der Unterwerfung Galileis („dass in Italien kein Werk mit neuen Behauptungen mehr veröffentlicht wurde, seit Sie sich unterwarfen.“, S. 119). Galilei weiß diese Anspielungen durchaus zu deuten, aber angesichts der Gesprächsumstände (Anwesenheit des Mönches und Virginias) ist er gezwungen, sich mit geheucheltem Bedauern darüber zu äußern, dass sich manche Länder wohl der Kirche widersetzen und verurteilte Lehren verbreiten. Andrea, da sein erster Vorwurf in seinen Augen nicht den Anklang fand, den er sich vermutlich erhoffte, setzt zu einem neuen Versuch der Provokation an. Auf Nachfragen über einen bestimmten Gelehrten reagiert Andrea erneut unterschwellig angreifend („Auf die Nachricht von Ihrem Widerruf stopfte er seinen Traktat über die Natur des Lichts in die Lade.“, S. 119). Trotz der Vielzahl an Provokationen von Seiten Andreas bleibt Galilei gelassen und selbstbeherrscht. Er geht den Anschuldigungen Andreas geflissentlich aus dem Weg, betont sogar seine Erkenntnis über frühere Irrtümer und seine heutige Treue zur kirchlichen Lehre, so zum Beispiel mit der Frage „die ich auf die Bahn des Irrtums geleitet habe. Sind Sie durch meinen Widerruf belehrt worden?“ (S. 120). Auf diese Frage hin erklärt Andrea seine Abreise nach Holland. Das Gespräch entwickelt sich zu einem Bericht Andreas über das Verbleiben und wissenschaftliche Schaffen Federzonis und des kleinen Mönchs. Durch häufige und oftmals lange Pausen ist erkennbar, dass das Gespräch stockend und in einiger Verlegenheit geführt wird. Zu erklären ist dies zum einen durch die lange Zeit, die seit ihrer letzten Begegnung vergangen ist und zum anderen durch die vermeintliche gedankliche Entfremdung. Zum ersten Mal stellt sich aber bei Andreas Erzählungen trotz seiner weiter angreifenden Erzählweise eine leichte Vertrautheit zwischen ihm und Galilei ein. Dieser freut sich von seinem einstigen Freunde zu hören, was in seinem Lachen deutlich wird (S. 120). Nachdem er erneut von seiner „seelischen Wiedergesundung“ (S. 120) schwärmt, schickt er seine Tochter barsch hinaus. Der misstrauische Mönch folgt ihr hinaus.
Dies ist der Wendepunkt im Gespräch zwischen Andrea und Galilei. Nachdem Andrea drängt zu gehen, antwortet Galilei in einem vertraulicheren Ton. Er fragt, warum Andrea gekommen sei. Er erklärt ihm, dass er vorsichtiger geworden sei und nicht aufgestört werden sollte, da er rückfällig geworden sei. Erst nachdem der Mönch den Raum verlassen hat, reagiert Galilei auf die Anfeindungen Andreas mit dem Eingeständnis, seine Lehren nicht vergessen zu haben, und erklärt, dass er nach wie vor an sie glaubt. Das anfängliche Misstrauen Andreas wandelt sich schlagartig in Begeisterung, als Galilei erzählt, die „Discorsi“, Aufzeichnungen zu der Mechanik und den Fallgesetzen, fertig geschrieben zu haben (S. 121). Die Begeisterung wandelt sich wiederum in Entsetzen, als Andrea erfährt, dass die Kirche das Schreiben Galileis billigt und dessen Ergebnisse in Gewahrsam hält („Die ‚Discorsi’ in der Hand der Mönche! Und Amsterdam und London und Prag hungern danach!“, S. 121; „Zwei neue Wissenszweige so gut wie verloren!“, S. 121). An dieser Stelle ist es an Galilei, sich sarkastisch zu zeigen. Er spottet über Gelehrte, die sich in Sicherheit befinden und von ihm Bücher fordern, und berichtet von seinem kräfteraubenden Unterfangen, heimlich und aus Eitelkeit eine Abschrift zu fertigen. Auf Andreas Drängen händigt er sie diesem aus, obwohl er sich des Risikos bewusst ist („es ist die Höhe der Torheit, sie auszuhändigen.“, S. 121). Aus diesem Grund überträgt er Andrea die gesamte Verantwortung und mahnt ihn, Galilei aus der Sache herauszuhalten.
Dieses Abkommen leitet die Versöhnung Andreas und Galileis ein. Andrea, nun überzeugt von Galileis moralischer Unschuld und überwältigt von der Freude über seine Abschrift, entschuldigt sich für seine Verleumdungen gegen Galilei und dieser erkennt im Gegenzug die Notwendigkeit von Andreas Handeln an.
Um sich Galileis einstigen Widerruf zu erklären, entwickelt Andrea nun eine Theorie, der zufolge Galilei aus Taktik gehandelt habe. Im folgenden Abschnitt des Bildes gewinnt Andrea zunehmend an Redeanteilen, nachdem diese zuvor sehr gleichmäßig verteilt waren. Er erläutert hingebungsvoll Galileis Genie im Kampf gegen die Kirche und für die Wissenschaft, die nach ihm auf der These beruht, dass ein lebender Kämpfer mehr bewirken kann, als ein zum Tode Verurteilter („Sie kamen zurück: Ich habe widerrufen, aber ich werde leben. – Ihre Hände sind befleckt, sagten wir. – Sie sagen: Besser befleckt als leer.“, S. 122; „dass sie lediglich aus einer hoffnungslosen politischen Schlägerei zurückzogen, um das eigentliche Geschäft der Wissenschaft weiter zu betreiben.“, S. 123). Auf Andreas Ausführungen reagiert Galilei jedoch zurückhaltend und skeptisch („Aha.“, S. 123). Dies gipfelt in seiner Aussage „Ich habe widerrufen, weil ich den körperlichen Schmerz fürchtete.“, S. 123, mit der er die Theorie Andreas widerlegt und damit seine treue Verbundenheit zur Wahrheit beweist. Und auch hier reagiert Andrea versöhnlich, denn trotz dieses Geständnisses verzeiht er seinem ehemaligen Lehrer („Die Wissenschaft kennt nur ein Gebot: den wissenschaftlichen Beitrag:“, S. 124).
Im weiteren Verlauf des Dialogs kehrt sich die Dominanz der Redeanteile um, da Galilei mit sehr langen Reden seine eigene Anklage anführt. Er verurteilt seinen Widerruf, während Andrea ihn verteidigt. Die Verhältnisse sind somit am Ende des Dialogs völlig umgedreht, da Andrea seine seit Jahren fest gefahrene Meinung, die Galilei nun überraschenderweise selbst vertritt, aufgibt.

## Galileis Selbstanklage
Galilei sieht den Kampf gegen kirchliche Repression durch ihn verloren. Er befürchtet weitere Machenschaften der Kirche, während die Menschen durch Aberglaube und die Bibel („alte Wörter“, S. 124) dumm gehalten werden. Der Zweifel, den die Wissenschaft schaffte, wandle sich nun wieder in den blinden Glauben an die sogenannte Unabänderlichkeit der göttlichen Ordnung und somit dem unabänderlichen Zustand des Reichtums der Kirche und des Elends der einfachen Leute. Galileis Zweifel bot die Chance eines Umsturzes, da die Menschen auf ihn schauten und hofften, dass die Kirche ihn fürchtete. Er bedauert seinen Widerruf und stellt sich die möglichen positiven Folgen auf einen Widerstand vor, zumal er davon überzeugt ist, aufgrund seiner Stärke (S. 126) nie wirklich gefährdet gewesen zu sein.
Galilei sieht in der wissenschaftlichen Arbeit zwei Ziele. Den gesellschaftlichen Kampf zwischen dem Herrschaftsapparat der kirchlichen Obrigkeit und den elementaren Bedürfnissen der armen Leute sowie den innerwissenschaftlichen Kampf, der für ihn zwischen zwei Zielen stattfindet. Einerseits dem Ziel, „die Mühseligkeit der menschlichen Existenz zu erleichtern“ (S. 125) und andererseits dem Ziel, „Wissen um des Wissens willen aufzuhäufen“ (S. 125). Galilei selbst verfolgt das erstere der beiden Ziele, denn in seinen Augen führe das andere nur zu Verstümmelung.
Galilei kommt zu dem Schluss, dass er wegen seines schändlichen Verrats an der Wissenschaft nicht mehr Wissenschaftler sein kann (S. 126).
Die These lautet, dass Galilei durch seinen Widerruf zwar die Wissenschaft in ihrem einen Ziel, der Anhäufung von Wissen bereichert hat, aber das andere Ziel, das der Erleichterung des Lebens der Menschen verraten habe. Brecht bezeichnet dies als „Erbsünde“ [aus „Preis oder Verdammung des Galilei?“] Galileis und geht sogar so weit, die Atombombe als „klassisches Endprodukt seiner wissenschaftlichen Leistung und seines sozialen Versagens“ zu bezeichnen. Das klingt im 14. Bild an, als er Galilei sagen lässt, dass er die welthistorisch einmalige Chance gehabt hätte, ein „Gelöbnis“ der Naturwissenschaftler herbeizuführen, „ihr Wissen einzig zum Wohle der Menschheit anzuwenden“ (S. 126).

## Epische Strukturelemente
Da das Leben des Galilei nicht konsequent der Brecht’schen Dramentheorie des epischen Theaters folgt, nennt Brecht es in seinem Arbeitsjournal in formaler Hinsicht einen Rückschritt. Vielmehr lassen sich hier auch noch einige Abschnitte finden, die in klassisch-aristotelischer Weise aufgebaut sind. Sehr viele typische Elemente des epischen Theaters, die beispielsweise in Der gute Mensch von Sezuan zu finden sind, fehlen.
Ein episches Strukturelement, welches vorhanden ist, sind die zahlreichen Reflexionsdialoge, die eine reflektierend-kommentierende Perspektive darstellen und die eigentliche Bühnenhandlung ergänzen und verfremden.
Ein weiteres angewandtes Mittel stellt das Gegenüberstellen inhaltlich konträrer Bilder dar, die dicht aufeinanderfolgen. So setzt das päpstliche Collegium Romanum im 6. Bild einen Denkprozess in Gang, der die ambivalente Haltung der Kirche entlarvt, die einerseits von Galilei profitieren möchte, ihn aber andererseits verfolgt. Dieses Mittel der Kontrastierung findet sich auch in der Sprache des Stücks wieder: Viele Sätze besitzen eine antithetische Struktur, stellen also zwei widersprüchliche Thesen gegenüber:
„die alte Zeit ist rum, es ist eine neue Zeit“ (S. 9), „Sollen wir die menschliche Gesellschaft auf Zweifel begründen und nicht mehr auf den Glauben?“ (S. 105). Ein weiteres Element der Verfremdung stellt die Komik dar, die erzeugt wird, wenn sich beispielsweise eine handelnde Person der Lächerlichkeit preisgibt, indem sie sich selbst widerlegt oder wenn Sprache und Handlung in einem offensichtlichen Widerspruch zueinander stehen, wie im 6. Bild, als der alte Kardinal, nachdem er überheblich verkündete, es komme „unwiderleglich alles an auf mich, den Menschen“, erschöpft zusammenbricht. Auch die oft zitierten Bibelstellen sind ein Stilmittel des epischen Theaters. Die ursprünglich in einem religiösen Zusammenhang stehenden Bibelzitate werden oft zur Rechtfertigung politisch-gesellschaftlicher Positionen von allen Seiten zitiert und somit in einen völlig fremden Zusammenhang gestellt, so z. B. im Zitatduell zwischen Galilei und den zwei Kardinälen im 7. Bild. Ironischerweise sind die vermeintlichen Bibelzitate der Kardinäle gar keine Bibelzitate.
Nach Marcel Reich-Ranicki ist das Stück eine Auseinandersetzung mit den Prozessen in der Sowjetunion. Teilweise stammen die Aussagen Galileos vom Prozess des Bucharin.

## Ausgaben
- Bertolt Brecht: Leben des Galilei. edition Suhrkamp Bd. 1, 1963 (= erster Band der Editionsreihe)
- Bertolt Brecht: Leben des Galilei. Suhrkamp Verlag 1998, ISBN 978-3-518-18801-9 (Suhrkamp BasisBibliothek).

## Adaptionen für Film, Fernsehen und Radio
- 1962: Leben des Galilei, Fernsehfilm des NDR, Regie: Egon Monk, Titelrolle: Ernst Schröder
- 1967: Leben des Galilei, Hörspiel des SDR, Regie: Rudolf Noelte, Titelrolle: Hermann Schomberg[2]
- 1975: Galileo, US-amerikanischer Film, Regie: Joseph Losey, Titelrolle: Chaim Topol
- 1978: Das Leben des Galileo Galilei, Inszenierung des Berliner Ensembles für das Fernsehen der DDR, Regie: Joachim Tenschert und Manfred Wekwerth, Titelrolle: Ekkehard Schall
- 1992: La vie de Galilée, französischer Fernsehfilm, Regie: Hugo Santiago, Titelrolle: Roland Bertin

## Sekundärliteratur
- Wilhelm Große: Bertolt Brecht: Leben des Galilei. C. Bange, Hollfeld 2011 (= Königs Erläuterungen und Materialien. Band 293), ISBN 978-3-8044-1905-6.
- Hans Huber: Brecht, Leben des Galilei. Reihe: Stundenblätter Deutsch[5] Klett, Stuttgart 2004, ISBN 3-12-927495-2.
- Helmut Jendreiek: Bertolt Brecht. Drama der Veränderung. Bagel, Düsseldorf 1969, ISBN 3-513-02114-3.